# Sektor 3 (Bukareszt)
Sektor 3 – jednostka administracyjna, jeden z sektorów (sectoare) Bukaresztu. 
W jego skład wchodzi wschodni fragment centrum miasta oraz 10 dzielnic (cartiere) – Balta Albă, Centrul Civic, Dristor, Dudești, Lipscani, Muncii, Titan, Unirii, Vitan i Timpuri Noi.

## Polityka
Merem sektora jest Liviu Gheorghe Negoiță z Partii Demokratycznej. W 27-miejscowej radzie zasiadają członkowie 3 partii politycznych (dane z 2008): Partii Demokratycznej (18 radnych), Partii Socjaldemokratycznej (6) oraz Partii Narodowo-Liberalnej (3).